# Ki ez a nő?
A Ki ez a nő? (Who's That Woman?) a Született feleségek (Desperate Housewives) című amerikai filmsorozat negyedik epizódja. Az Amerikai Egyesült Államokban először az ABC (American Broadcasting Company) adó sugározta 2004. október 24-én.

## Az epizód cselekménye
A tanítónő behívja Lynette-et Porter és Preston iskolájába, ugyanis a virgonc ikerpár újabb rosszaságot követ el: tetőtől talpig befest kék festékkel egy kislányt az osztályból. A tanítónő megpróbálja rávenni Lynette-et, hogy figyelemzavar ürügyén adjon a fiúknak hiperaktivitási gyógyszert. Azonban az asszony azt ajánlja, hogy válasszák szét őket: járjanak külön osztályba, úgy nem lesznek olyan rosszak. A tanítónő úgy dönt, hogy kipróbálja Lynette ajánlatát, de közli Lynette-el, hogy valószínűleg nem vállalják tovább az ikreket, ha ez a módszer sem használ.
A fiúkat azonban nem nagyon sikerül szétválasztani, mindkettő maradni akar az osztályban. Amikor Bree megkérdezi Lynette-et, hogy ha a gyerekorvos és az iskola is a gyógyszert ajánlja, miért nem ad nekik; Lynette közli, hogy fél, hogy a rosszal együtt a jót is eltünteti a tabletta az ikrekből. Végül annyira felgyülemlik benne a feszültség, hogy mégis be akarja adni a gyerekeknek a gyógyszert, de a fiúk becsukják a szájukat, és nem hagyják. Lynette végleg eldönti, hogy soha nem fogja gyógyszerezni az ikreket. Ehelyett magát gyógyítja egy üveg finom borral.
Susan egyre jobban oda van Mike-ért, és ezt Julie is látja rajta. Susan egyik reggel mosogatás közben épp a félmeztelen, gereblyéző szerelőt figyeli, amikor feltűnik Edie Britt. Az utca szexszimbóluma átlátszó fehér felsőben és miniszoknyában mossa le a kocsiját nem messze Mike-tól, hogy a férfi felfigyeljen rá. Susan magában persze dühöng, mert tudja jól, hogy Edie előző nap mosta le az autóját, de Julie ad neki egy Mike-nak szóló reklámlevelet, amit nemrég hozzájuk dobtak be, így az asszony indokkal tud odamenni Mike-hoz. A férfi meg is hívja egy filmfesztiválra, ahol régi filmeket vetítenek.
Edie erre beviharzik Mrs. Huber házába – ugyanis az asszony ad neki szállást, míg fel nem épül az új háza –, és elpanaszolja barátnőjének, hogy "Susan megint ráakaszkodott Mike Delfinóra". Mikor Mrs. Huber megtudja, hogy Susannek tetszik Mike, eszébe jut, hogy egy Edie számára ismeretlen üveg mérőpoharat talált a tűzeset után a romok közt, és hogy Julie is mérőpoharat vett nemrég, mert elveszett a régi.
Így Mrs. Huber elhatározza, hogy megzsarolja Susant: egyik este aprólékkal töltött pitét visz neki, és emlékezteti a régi mondásra: "Aprólékot csinálok belőled." Susan erősködik, hogy semmi köze a gyújtogatáshoz, de Mrs. Huber úgy tekint az esetre, mint féltékenységből elkövetett bűnre – Mike miatt. Ezért Susan igyekszik leplezni az asszony elől, hogy tetszik neki a vízszerelő – ezért, amikor az áruházban Mrs. Huber orra előtt Mike meghívja egy Hithcock-vetítésre, Susan hidegen elutasítja. Mrs. Huber persze átlát a szitán, és a szerelő távozása után kényszeríti Susant, hogy fizesse ki neki a bevásárlást.
Susan azonban csak akkor esik igazán kétségbe, amikor Mrs. Huber üzenetet hagy neki, melyben közli, hogy kilyukadt a bojlere, és nincs pénze – egész pontosan 600 dollárja –, hogy megjavíttassa – tehát Susanön a sor. Az asszony beavatja Julie-t a dologba, elmeséli, hogyan lökött le egy gyertyát Edie házában és szökött meg, majd úgy dönt, hogy maga megy el a rendőrségre. Julie azonban tiltakozik, mert fél, hogy ha ez kiderül, az apja, Karl újrakezdi a pereskedést, és lehet, hogy így majd vele kell élnie, nempedig Susannel. Így cselet eszelnek ki: másnap, miután Martha Huber elhagyja otthonát, frizbizni kezdenek, és Susan szándékosan behajítja a játékot a zsaroló asszony kertjébe. Julie bemegy összeszedni a kóborfrizbit, de valójában azért megy be, hogy ellopja az összeégett mérőpoharat.
Amíg Susan az utcán vár "bűntársára", Mike kocog arra, aki megkérdezi, nem neheztel-e rá Susan valamiért. Miután Susan megnyugtatja, hogy szó sincs ilyesmiről, Mike újra meghívja egy zárt körű vetítésre, és az asszony igent mond. De egyszer csak megjelenik Edie, mondván, hogy napszúrást kapott, és korábban hazajött a munkából. Susannek azonban vissza kell tartania vetélytársnőjét, mert Julie még odabent van a házban. Ezért Susan, hogy húzza az időt, azt ajánlja Edie-nek, hogy menjen el velük moziba. Mike-on látszik, hogy nem lelkesedik az ötletért, és közli, hogy csak két jegye van. Szegény Susan pedig kénytelen azt mondani Edie-nek: – Neked adom a jegyemet!
Erre Edie végre visszafordul, és elkezdi megbeszélni Mike-kal, hogy mikor induljanak. Közben Julie végre visszatér, kezében a bizonyítékkal, amit a frizbi mögé rejt.
Gabrielle a kádban fürdik John társaságában, amikor a tévékábeles férfi – három óra késéssel – becsenget. John sietve távozik a hátsó kijáraton, de az egyik zokniját a hálószobában felejti.
A kábeles kicsivel később elcsúszik a fürdőszoba márványkövezetén, mert John sietségében kilocsolta a vizet. A mentők hordágyon viszik el a szerencsétlenül járt kábelest, amikor Carlos megérkezik, kérdőre vonva nejét, hogy a szerelő mit keresett náluk ilyenkor, holott kora délutánra ígérkezett.
- Elkésett – rebegi Gabrielle.
Később Carlos megtalálja John zokniját, és gyanakodni kezd, hogy valaki idegen férfi meztelenkedett a házában. Gabrielle ráveszi a szobalányát, Yao Lint, hogy mostantól zoknikkal törölje a port, és igyekszik elhitetni a férjével, hogy a hálószobában talált zokni is Yao Liné volt. Ám később Carlosnak eszébe jut, hogy John kertészkedett náluk aznap, amikor a kábeles járt a házban. Carlos megkérdezi a fiút, hogy látta-e a kábelest, mire a fiú száján kiszalad, hogy látta. Ebből Carlos – abban a hitben, hogy John csak a gyepet gondozta, majd ment is – arra következtet, hogy a férfi órákig volt Gabrielle-nél.
Dühösen megkeresi a bekötött lábú férfit a lakásán, és összeveri, kiáltván: "Azt hiszed, megdughatsz akárkit?" Mikor körülnéz a lakásban, csupa homoszexuális képet lát a falon, mire megkérdezi "gyanúsítottját", hogy meleg-e. A férfi igenlő választ ad, majd megkérdezi:
- Ezért vertél meg?
Jobb ötlet híján Carlos azt feleli: – Igen.
Később a hírekben mutatják az összevert férfit és Carlos fantomképét. Amikor Carlos és Gaby látják ezt a tévében, Carlos megkérdezi feleségét, hogy nem akar-e kérdezni tőle valamit, de Gabrielle csak a fejét csóválja.
Danielle és Andrew megészlelik, hogy szüleik összevesztek, és mikor érdeklődnek apjuk távollétéről, Bree azt mondja nekik, hogy Rexet egy konferenciára hívták előadást tartani Philadelphiába. Andrew persze nem hisz anyjának, és elviharzik.
Másnap Bree kérdőre vonja fiát, hogy hol töltötte a múlt éjszakát, mire Andrew a képébe hazudik. Amikor Bree közli, hogy tudja, hogy nem mond igazat, fia leteremti, amiért eltitkolta, hogy Rex elköltözött.
Következő este Andrew még fél kilenckor sincs otthon, s amikor Bree felhívja, hogy magyarázatot követeljen, fia közli, hogy egy bárban van. Bree betör fia szobájába, míg egy gyufásskatulyán meg nem találja az egyik sztriptízbár címét. Odahajt, és a bárban – miután megjelenésével megijesztette és elüldözte Andrew két barátját – előadást tart fiának az erkölcsökről, és arról, hogy a sztriptízlányoknak sem ilyen jövőt álmodtak a szüleik. A mellettük ülő középkorú férfi kifakad:
- Kölyök, vidd innen anyádat, nem bírom már a dumáját!
Így Andrew végre megadja magát, és hazaindul az anyjával.
Másnap Bree leszereli Andrew szobájának ajtaját – mondván, hogy három hónap múlva visszakapja –, és kitakarítja a helyiséget. Elmondja Andrewnak, hogy sajnálja, hogy hazudott, de nem tehet róla, hogy Rex elment. Andrew azt mondja neki, hogy tudja ezt, mindössze hiányzik neki az apja. Bree közli, hogy neki is.
Paul felbérel egy magándetektívet, hogy derítse ki, hogy ki küldte Mary Alice-nek a névtelen levelet, amely az öngyilkosságba üldözte az asszonyt.

## Mellékszereplők
- Christine Estabrook – Martha Huber
- Shawn Pyfrom – Andrew Van De Kamp
- Richard Roundtree – Jerry Shaw
- Mary Pat Gleason – Mrs. Butters
- John Haymes Newton – Jonathan Lithgow
- Joy Lauren – Danielle Van De Kamp
- Lucille Soong – Yao Lin
- Brent Kinsman – Preston Scavo
- Shane Kinsman – Porter Scavo
- Michelle Ewin – Pénztáros
- Paul Hayes – Dolgozó férfi
- Tricia Nickell – Riporter
- Eric Marquette – Andrew barátja
- Adam Weisman – Andrew barátja

## Mary Alice epizódzáró monológja
- A narrátor, Mary Alice monológja az epizód végén így hangzik (a magyar változat alapján):

„Milyen ember az, aki ilyen levelet küld? Ellenség? Hát persze. De miféle? Egy ismerős? Vagy valaki idegen? Netán egy szomszéd, aki alig pár lépésnyire lakik?”

## Érdekesség
- Edie ebben az epizódban a kocsija lemosásával igykeszik felkelteni Mike Delfino figyelmét – lenge öltözékben. Kilenc évvel később, mikor öt év távollét után visszaköltözik a Lila Akác közbe, a Röpül az idő... című epizódban is ezt a trükköt veti be, hogy visszatértére mindenki felfigyeljen.

## Epizódcímek szerte a világban
- Angol: Who's that Woman? (Ki ez a nő?)
- Francia: Le blues de la businesswoman (A dolgozó nők veszteségei)
- Német: Mit allen Mitteln (Az alapokkal)
- Spanyol: ¿Quién es esa mujer? (Ki ez a nő?)
- Olasz: Conoscevamo quella donna? (Ismertük ezt a nőt?)